# Cynorta geraisii
Cynorta geraisii is een hooiwagen uit de familie Cosmetidae.